# Semmelsberg

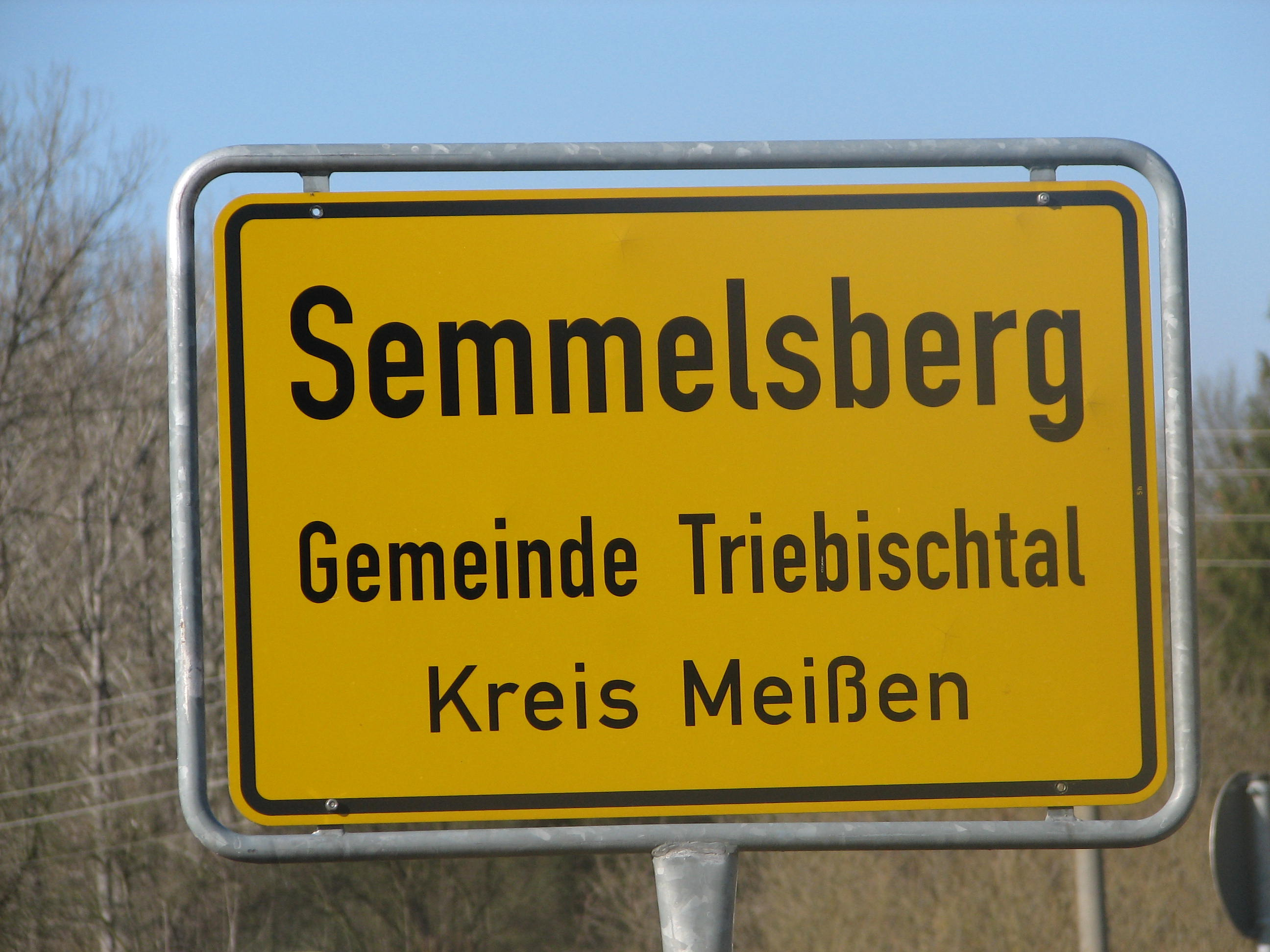
Ehemaliges Ortseingangsschild von Semmelsberg

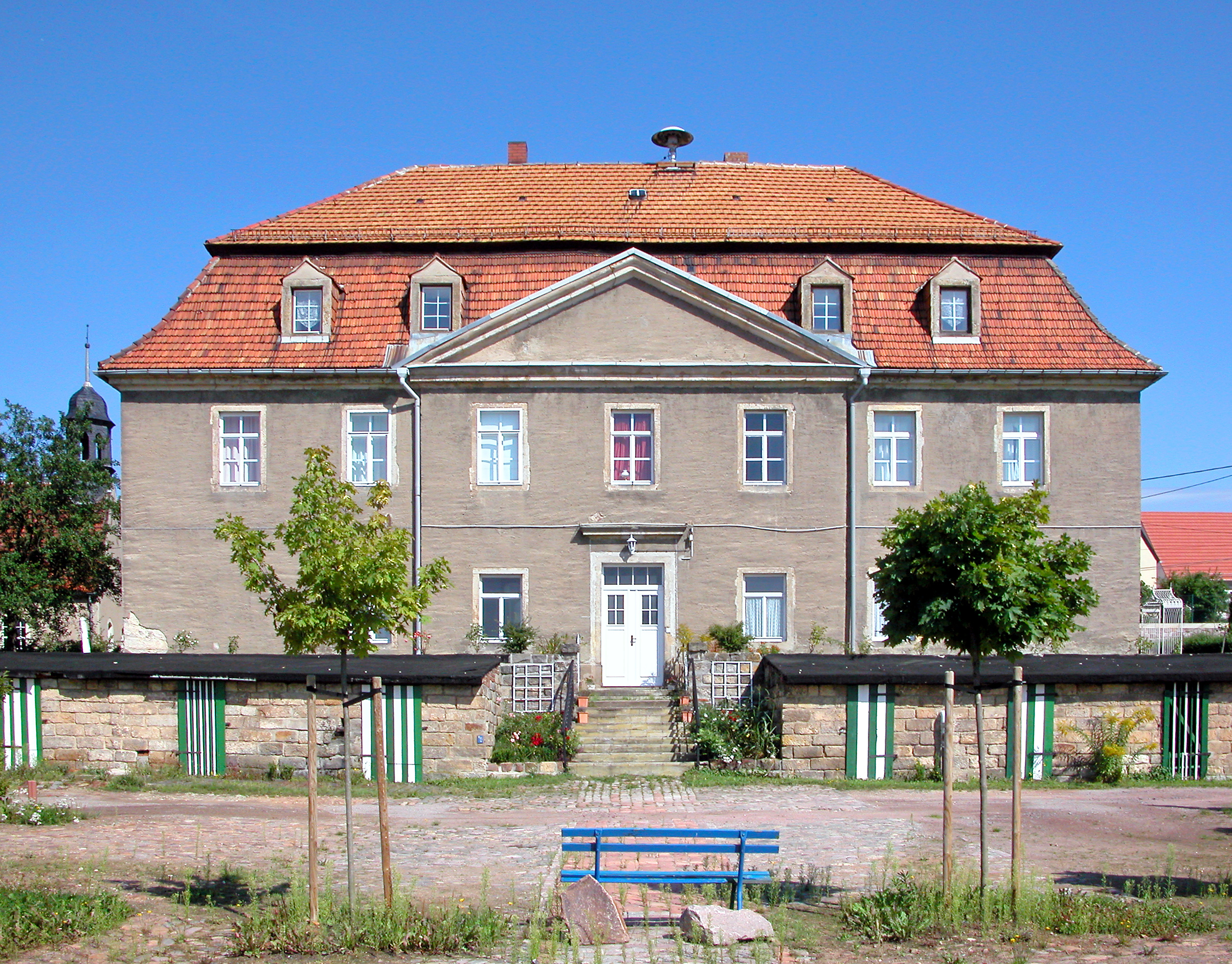
Ehem. Rittergut Oberpolenz. Herrenhaus Hofseite, Zustand 2008

Semmelsberg ist ein Ortsteil der Gemeinde Klipphausen im Landkreis Meißen, Sachsen. Er liegt im Norden der Gemeinde und besteht aus Ober- und Niedersemmelsberg. In Niedersemmelsberg mündet die Kleine in die Große Triebisch. Nachbarorte sind Polenz, Kettewitz, Robschütz und Garsebach. 

## Geschichte
Erstmals erwähnt wurde das Dorf im Jahr 1551, als es um „Dye Leute yhm Semels Grunde“ ging. Die Eingemeindung nach Garsebach erfolgte am 1. April 1939, als Teil von Garsebach kam es 1994 zur Gemeinde Triebischtal. Durch die Eingemeindung von Triebischtal am 1. Juli 2012 wurde Semmelsberg ein Ortsteil der Gemeinde Klipphausen. Mehrere Gebäude im Ort sind als Kulturdenkmal geschützt (siehe Liste der Kulturdenkmale in Semmelsberg).

## Preiskermühle

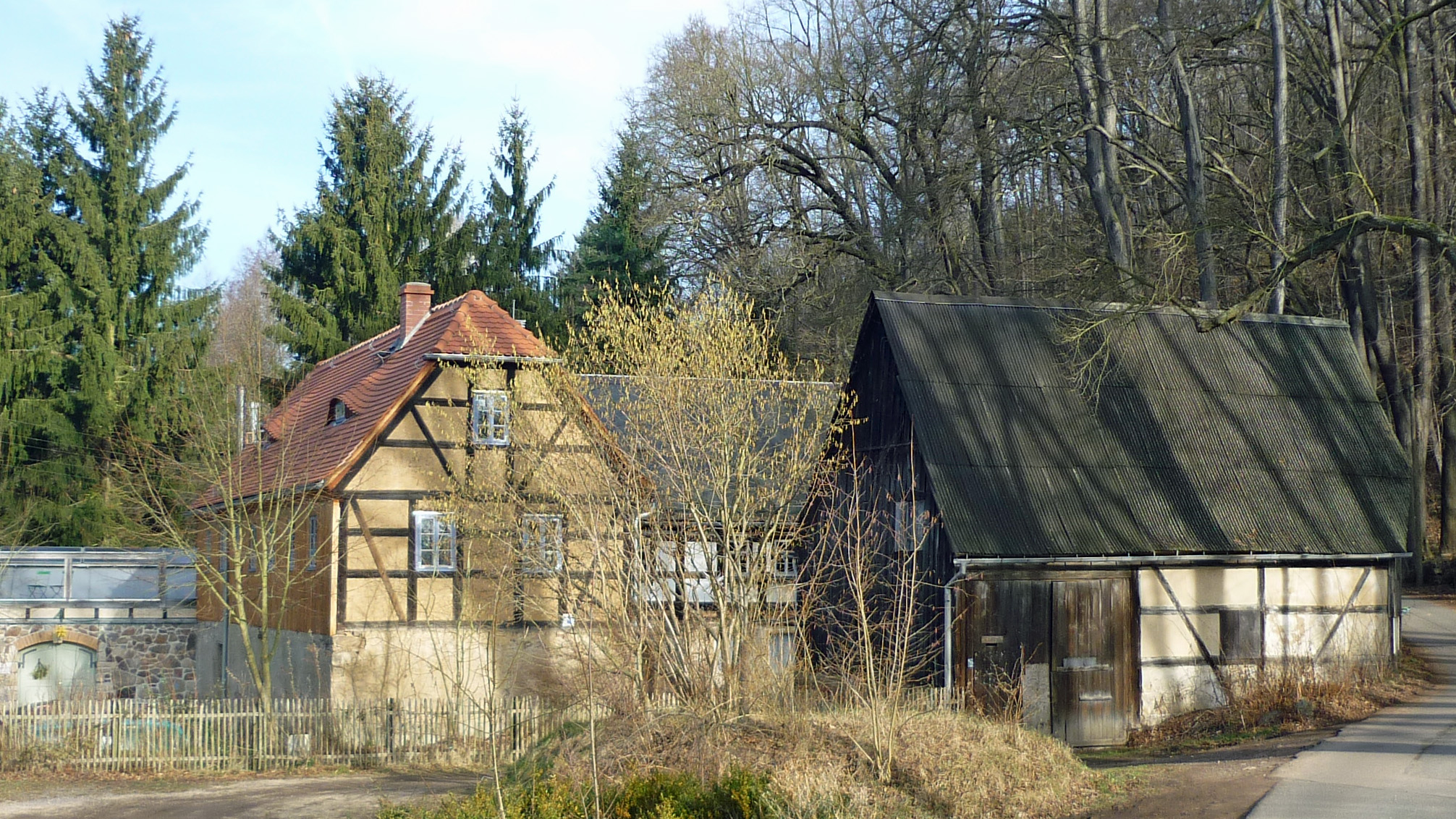
Preiskermühle

Die Mühle befindet sich am Ortsrand an der Kleinen Triebisch und wurde 1548 erstmals als neue erbaute mulen in einem Lehnsbrief Kurfürst Moritz´ für Magnus von Bernstein, Besitzer des Rittergutes Polenz, erwähnt. Da sich der Ortsname von der Bezeichnung semel (= feines Weizenmehl) ableitet, ist eine Bezugnahme auf diese Mühle sehr wahrscheinlich. Neben der Preiskermühle gab es mit der heutigen Grundmühle noch eine weitere Wassermühle im Ort. Mit Teilung des Rittergutes Polenz 1588 in Nieder- und Oberpolenz kam die Mühle als Zubehör zum Niederpolenzer Rittergut. 1589 ist sie in der ältesten Karte der Region von Matthias Oeder als Thomas v. Bernsteinsmülle (nach dem Besitzer des Rittergutes) eingetragen. 1723 wurde die Mühle für 350 Gulden an Hans Freymann verkauft. Eine in den Schwellbalken des Hauptgebäudes eingeritzte Jahreszahl erinnert noch an diesen Verkauf. 
1789 kaufte Johann Gottlob Preisker aus Sachsdorf die Mühle für 2000 Gulden, wodurch sie ihren bis heute verwendeten Namen erhielt. 1843 erwarb die Familie Preisker den Reiheschank der Gemeinde Semmelsberg und richtete in der Mühle eine Schankwirtschaft ein. 1889 endete der Mahlbetrieb und die Preiskermühle wurde endgültig zum Ausflugslokal. Das frühere vorhandene oberschlächtige Wasserrad wurde 1922 durch eine Francis-Turbine ersetzt. Der bauliche Zustand des Mühlengehöfts führte 1985 zur Einstellung des Gaststättenbetriebes. 2003 erwarben private Besitzer die Mühle und begannen mit der schrittweisen Sanierung der Gebäude. Seit 2004 ist die Mühle wieder bewohnt und wird als Werkstatt für Möbelrestaurierung genutzt. Zu bestimmten Anlässen, u. a. zum alljährlichen Mühlentag, ist die Preiskermühle zu besichtigen.
Unweit der Preiskermühle lag der gleichnamige Haltepunkt der am 1. Oktober 1909 eröffneten Schmalspurbahn Wilsdruff–Meißen-Triebischtal. 1966 wurde der Verkehr eingestellt, die einstige Bahntrasse dient heute als Radwanderweg.